# Gaby Casadesus
Gaby Casadesus, nata Gabrielle l'Hôte, (Marsiglia, 9 agosto 1901 – Parigi, 12 novembre 1999), è stata una pianista francese.
Sposò il famoso pianista Robert Casadesus, ed il loro figlio Jean Casadesus fu anche un pianista famoso.

## Biografia
Gaby studiò al Conservatoire de Paris con Louis Diémer e Marguerite Long e vinse il primo premio ad un concorso pianistico all'età di 16 anni. Conobbe Claude Debussy che era giurato nella commissione giudicatrice di un concorso al quale ella partecipò. Fu amica della figlia di Debussy Claude-Emma che morì precocemente per una infezione di difterite. Gaby vinse poi il Prix Pagès, che era il più prestigioso premio francese del tempo al quale era consentita la partecipazione di esecutori di sesso femminile.
Nel 1921 sposò il pianista Robert Casadesus, con cui costituì il duo pianistico Robert e Gaby Casadesus. Essi incisero gran parte del repertorio musicale per pianoforte a quattro mani.
Gaby, comunque, fu anche una apprezzata solista. Ella conobbe Maurice Ravel, Gabriel Fauré, Florent Schmitt e Moritz Moszkowski, e per le sue interpretazioni si avvalse dei loro consigli. Il suo repertorio comprendeva anche musiche di Felix Mendelssohn, le cui musiche ella promosse, ed i compositori del periodo barocco.
Come insegnante, Gaby Casadesus operò negli Stati Uniti, al Mozarteum di Salisburgo, all'Académie Maurice Ravel a Saint-Jean-de-Luz e all'American Conservatoire a Fontainebleau.
Assieme a Grant Johannesen e Odette Valabrègue Wurtzburger, Gaby Casadesus fondò la Robert Casadesus International Piano Competition, con sede a Cleveland in Ohio.